# Discographie de Cradle of Filth
Cet article présente la discographie de Cradle of Filth, depuis 1991.
De sa création, en 1991, à aujourd'hui, Cradle of Filth totalise 14 albums studio (dont 1 split avec Malediction), 2 lives, 4 démo, 5 maxi, 1 compilation, 5 rééditions (plus un coffret 3 CD), 5 vidéos et de nombreux bootlegs.

## Bootlegs
- 1997 - I Raped the Virgin Mary and Hung…
- 1997 - Live in Berlin '95
- 1997 - Sodomizing the Virgin Vamps
- 1999 - Live at Wacken '99
- 1999 - Live at the Dynamo '99
- 1999 - The Princess of Darkness
- 1999 - Vempire Invasion
- 1999 - Venus in Fear
- 2000 - The Beginning of Filthness
- 2000 - Live Abortion
- 2000 - Raredaemonaeon
- 2000 - Vamperotica - Songs from the Other Side
- 2001 - The Evil's Bitter Sweet
- 2002 - Heavy Left Handed and Candid
- 2003 - Damnation and a Day Tour 2003
- 2006 - Rock am Rising 2006
- Haunted Shores of Europe
- Life is Your Sacrifice
- Live at Hard Club Gaia
- Live in Penafiel, Portugal
- The Rotten Stench of Early Days When We Raped Dead Angels